# Daddys Creek
La Daddys Creek est un cours d'eau américain qui s'écoule dans les comtés de Bledsoe, Cumberland et Morgan, dans le Tennessee. La rivière se jette dans l'Obed, qui fait partie du système hydrologique du Mississippi. La section la plus en aval est protégée au sein de l'Obed Wild and Scenic River.